# セルレ
セルレ（伊: Serle）は、イタリア共和国ロンバルディア州ブレシア県にある、人口約3,100人の基礎自治体（コムーネ）。

## 地理

### 位置・広がり

#### 隣接コムーネ
隣接するコムーネは以下の通り。
- ボッティチーノ
- カイーノ
- ナーヴェ
- ヌヴォレント
- ヌヴォレーラ
- パイトーネ
- ヴァッリオ・テルメ

### 地震分類
イタリアの地震リスク階級 (it) では、2 に分類される
。

## 行政

### 分離集落
セルレには、以下の分離集落（フラツィオーネ）がある。
- Berana, Biciocca, Bornidolo, Casella, Castello, Chiesa, Cocca, Flina, Gazzolo, Lazzaretto, Magrena, Manzaniga, Ronco, Salvandine, Sorsolo, Tesio, Villa, Zuzurle

### 山岳部共同体
広域行政組織である山岳部共同体「ヴァッレ・サッビア山岳部共同体」 (it:Comunità montana della Valle Sabbia) （事務所所在地: ヴェストーネ）を構成するコムーネである。